# وينيا إلكترونيك
وينيا إلكترونيك (بالكورية: 위니아전자) (بالإنجليزية: Winia)‏، هي شركة كورية جنوبية لصناعة الإلكترونيات المنزلية من ثلاجات ومكيفات وغيرها، تأسس سنة 1987 تحت مسمى دايو للإلكترونيات، وتقع مقرها في العاصمة الكورية الجنوبية سول.